# Teberan jezici
Teberan jezici, skupina transnovogvinejskih jezika iz Papue Nove Gvineje. Nekoć su se s pawaia jezikom priključivali široj skupini teberan-pawaia. Oko 13.000 govornika. 
Obuhvaća jezike dadibi ili karimui [mps], 10.000 (1988 SIL) i folopa ili polopa [ppo] 3.000 (1985 SIL) u provinciji Gulf.

## Vanjske poveznice
- Ethnologue (14th)